# Alfred Harker
Alfred Harker (Kingston-upon-Hull, 19 februari 1859 - 28 juli 1939) was een Engels petroloog. Harker werkte voor de Geological Survey of Scotland en bracht de geologie van het westen van Schotland, met name het eiland Skye in kaart. Hij was een pionier op het gebied van onderzoek van slijpplaatjes van gesteente door een polarisatiemicroscoop en deed belangrijke stappen in de classificatie van gesteente op chemische samenstelling.

## Levensloop
Harker was de zoon van een graanhandelaar in Yorkshire. Hij ging in Kingston-upon-Hull naar school, om daarna aan het St John's College van de universiteit van Cambridge te studeren. Hij behaalde in 1882 de graad van M.A. en bleef daarna enige tijd aan in Cambridge werken onder zijn voormalige leraar Thomas McKenny Hughes. In 1892 werd hij aangesteld als lecturer aan het Newnham College, in 1904 werd hij senior lecturer aan St John's College en in 1918 werd hij reader in de petrologie.
Door zijn onderzoek naar de chemische samenstelling en microtextuur van stollingsgesteente was Harker in staat deze gesteenten in groepen te verdelen. Dit maakte een beter inzicht in het ontstaan en de chemische evolutie van magma binnenin de Aarde mogelijk. Hij schreef een aantal tekstboeken over petrologie, waaronder The Natural History of Igneous Rocks (1909).

## Vernoemingen
Harker ontving voor zijn werk in de petrologie in 1907 de Murchison Medal en in 1922 de Wollaston Medal van de Geological Society. In 1935 ontving hij de Royal Medal van de Royal Society. Hij ontving een eredoctoraat van de universiteit van Edinburgh. Naar Harker zijn genoemd:
- Harker Glacier op Zuid-Georgia;
- Mount Harker op Antarctica;
- het mineraal harkeriet;
- Dorsa Harker, een stelsel mareruggen op de Maan.

- Gemeinsame Normdatei: 116476206
- International Standard Name Identifier: 0000 0000 8090 3138
- Library of Congress Control Number: n85805672
- Nationale Bibliotheek van Israël: 987007362737905171
- Nederlandse Thesaurus van Auteursnamen: 245859527
- SNAC: w6hr2p8p
- Système universitaire de documentation: 076319482
- Trove: 1289447
- Virtual International Authority File: 10598458
- WorldCat: E39PBJtCBVwMpvbJRV7GMW83cP

1. ↑  https://www.geolsoc.org.uk/About/Awards-Grants-and-Bursaries/Society-Awards/Wollaston-Medal; geraadpleegd op: 21 december 2020.